# کولاک (فیلم ۱۹۶۴)
«طوفان برف» (روسی: Метель) یک فیلم است که در سال ۱۹۶۴ منتشر شد.